# Hoplia divina
Hoplia divina är en skalbaggsart som beskrevs av S. Endrödi 1953. Hoplia divina ingår i släktet Hoplia och familjen Melolonthidae. Inga underarter finns listade i Catalogue of Life.